# Govern i política de la Unió Soviètica
La Unió de Repúbliques Socialistes Soviètiques era un Estat socialista regit per la seva pròpia constitució.
L'òrgan federal legislatiu de la Unió Soviètica era el Soviet Suprem (Verkhovni Soviet en rus), compost de dues assemblees: 
El Soviet de la Unió o Soviet dels Diputats del Poble: de 791 integrants, triats cada 4 anys per sufragi universal, i que representava als ciutadans soviètics.
El Soviet de les Nacionalitats: de 625 diputats representants de les repúbliques i de les províncies autònomes, com de les àrees o circumscripcions nacionals. Era la cambra territorial, equivalent als senats occidentals.
El cap d'Estat era el President del Presídium del Soviet Suprem. El poder executiu residia per la seva banda en el Consell de Ministres, els integrants dels quals eren triats pel Soviet Suprem que liderava el President del Consell de Ministres, en aquell temps cap de govern.